# Курсы усовершенствования офицерского состава КГБ СССР
Курсы усовершенствования офицерского состава (КУОС) КГБ СССР — курсы по подготовке оперативного состава КГБ СССР к действиям в составе оперативно-боевых групп на территории противника в особый (угрожаемый) период или в его глубоком тылу с началом войны.

## История
В 1966 году был создан внештатный специальный курс при 1-м факультете Высшей школы КГБ в форме пятимесячных сборов. Этому спецкурсу дали дополнительное наименование — КУОС. Первым и единственным начальником спецкурса был майор Харитон Игнатьевич Болотов (26 сентября 1919 — 27 января 2014).
Решение о создании курсов как постоянной структуры в составе Высшей школы КГБ, но в оперативном подчинении разведки (ПГУ КГБ) было принято в 1969 году, они начали работу в середине 1970 года в Балашихе. 
Еждегодно курсы проходило около 60 человек. Программа обучения была рассчитана на семь месяцев и включала в себя комплекс дисциплин, нацеленных на подготовку командира оперативно-боевой группы (разведывательно-диверсионного подразделения): специальная физическая, огневая, воздушно-десантная и горная подготовка, специальная тактика, минно-подрывное дело, топография, навыки разведывательной деятельности, изучение опыта партизанской борьбы. 
За подготовку спецрезервистов на случай военных действий отвечал 8-й отдел Управления «С» (нелегальная разведка) ПГУ КГБ СССР.
В июне 1979 года очередной курс (набор) КУОС был досрочно выпущен и 5 июля 1979 года почти весь выпуск (10 человек) убыл в Афганистан в составе сформированного на базе КУОС внеструктурного подразделения — отряда «Зенит», командир отряда — руководитель КУОС полковник Г. И. Бояринов. Этот отряд, численность которого к декабрю 1979 года достигла 150 человек, участвовал в операции по уничтожению афганского лидера Х. Амина 27 декабря 1979 г.

## Руководители
- Бояринов Г. И. (1969—1979)
- Глотов В. С. (1980)
- Козлов Э. Г. (1980—1981)
- Нищев П. И. (1981—1983)
- Голов С. А. (1983—1993)